# Cumpărătura
Cumpărătura – wieś w Rumunii, w okręgu Suczawa, w gminie Bosanci. W 2011 roku liczyła 415 mieszkańców.